# Sigmund Haringer
Sigmund Haringer (né le 9 décembre 1908 à Aldersbach en Allemagne et mort le 23 février 1975 à Munich) était un footballeur international allemand, qui évoluait en tant que défenseur.

## Biographie
Durant sa carrière de club, il commence tout d'abord par jouer dans le club de sa ville natale, le Bayern Munich avant de partir pour un autre club de la ville, le FC Wacker Munich avant de finir sa carrière au 1. FC Nuremberg.
En international, avec l'équipe d'Allemagne, il est surtout connu pour avoir été sélectionné par l'entraîneur allemand Otto Nerz avec 21 autres joueurs, pour participer à la coupe du monde 1934 en Italie où il fut d'ailleurs exclu par sa fédération pour avoir mangé une orange sans autorisation.